# Sverre Brodahl
Sverre Brodahl   (Modum, 26 de gener de 1909 - Hønefoss, 2 de novembre de 1998) va ser un esquiador noruec, especialista en combinada nòrdica i esquí de fons, que va competir durant la dècada de 1930.
El 1936 va prendre part en els Jocs Olímpics de Garmisch-Partenkirchen. Guanyà la medalla de bronze en la competició de la combinada nòrdica, i la de plata en els relleus 4x10 quilòmetres del programa d'esquí de fons formant equip amb Oddbjørn Hagen, Olaf Hoffsbakken i Bjarne Iversen.
En el seu palmarès també destaca la medalla de bronze en els relleus 4x10 quilòmetres del Campionat del Món d'esquí nòrdic de 1935.